# أوكتينول
الأوكتينول وكحول الفطر هو مادة كيميائية تجذب الحشرات القارضة مثل البعوض. وهو يصدر عند التنفس والتعرق. وهو من الكحول الثانوية المشتقة من الأوكتين.